# Kington Castle Hill
Kington Castle Hill är ett slott i Storbritannien.   Det ligger i grevskapet Herefordshire och riksdelen England, i den södra delen av landet, 210 km väster om huvudstaden London. Kington Castle Hill ligger 195 meter över havet.
Terrängen runt Kington Castle Hill är kuperad västerut, men österut är den platt. Runt Kington Castle Hill är det ganska tätbefolkat, med 93 invånare per kvadratkilometer. Närmaste större samhälle är Knighton, 16,1 km norr om Kington Castle Hill. Trakten runt Kington Castle Hill består i huvudsak av gräsmarker.